# 尕文祥
尕文祥（1923年—2006年），男，回族，新疆迪化（今乌鲁木齐）人，中华人民共和国政治人物，曾任新疆维吾尔自治区政协副主席。